# Beta Reticuli
Beta Reticuli (β Reticuli, förkortat Beta Ret, β Ret) som är stjärnans Bayerbeteckning, är en dubbelstjärna belägen i den södra delen av stjärnbilden Rombiska nätet. Den har en skenbar magnitud på 3,84 och är synlig för blotta ögat där ljusföroreningar ej förekommer. Baserat på parallaxmätning inom Hipparcosuppdraget på ca 33,5 mas, beräknas den befinna sig på ett avstånd på ca 97 ljusår (ca 30 parsek) från solen. Beta Reticuli befann sig närmast solen för 319 000 år sedan då den hade en skenbar magnitud på 2,98 vid ett avstånd av 67 ljusår.

## Egenskaper
Primärstjärnan Beta Reticuli A är en gul till orange underjättestjärna av spektralklass K0 IV SB, som anger att den för närvarande befinner sig i den röda klumpen. Den har en massa som är omkring 20 procent större än solens massa, en radie som är ca 9 gånger större än solens och utsänder från dess fotosfär ca 38 gånger mera energi än solen vid en effektiv temperatur på ca 4 600 K.
Beta Reticuli är en enkelsidig spektroskopisk dubbelstjärna med en omloppsperiod på 5,25 år och en excentricitet på 0,33. Den rör sig genom Vintergatan med en hastighet av 69,2 km/s i förhållande till solen. Den projicerade galaktiska banan ligger mellan 10 100 och 24 200 ljusår från galaxens centrum.